# Bazylika Narodzenia Najświętszej Marii Panny i Sanktuarium Pana Jezusa w Więzieniu w Gorlicach
Bazylika Narodzenia Najświętszej Marii Panny i Sanktuarium Pana Jezusa w Więzieniu w Gorlicach − katolicki obiekt sakralny, świątynia powstała w latach 1885–1892 w stylu neorenesansowym. 

## Historia
Budowy kościoła podjął się ówczesny proboszcz Marceli Żabicki. Autorem projektu był o. Mariano Pavoni, włoski zakonnik, przełożony dominikanów w Krakowie. W roku 1915 świątynia uległa poważnym zniszczeniom w wyniku działań wojennych. Odbudowano ją w latach 1921–1932. W latach 2000–2003 miała miejsce renowacja kościoła. 23 maja 2009 roku, decyzją Benedykta XVI kościół pod wezwaniem Narodzenia Najświętszej Maryi Panny w Gorlicach został bazyliką mniejszą. Uroczysty akt nadania wręczył biskup Kazimierz Górny, ordynariusz diecezji rzeszowskiej.
W ołtarzu głównym znajduje się obraz Maryi Niepokalanej autorstwa Jana Styki.

## Figura Pana Jezusa w Więzieniu
W bocznej nawie kościoła znajduje się naturalnych rozmiarów (164 cm wysokości) figura przedstawiająca Chrystusa Ubiczowanego. Ta barokowa figura jest wykonana w drewnie i przedstawia postać ubiczowanego Chrystusa przywiązanego do słupa. Nie wiadomo kto był jej twórcą, przyjmuje się, że powstała w połowie XVII wieku. Pierwotnie miejscem kultu była murowana, kryta gontem kaplica, tzw. „Więzienie Chrystusa” („Carceris Christi”). Była ona zlokalizowana w południowej części przykościelnego cmentarza. W górnej części tej dwupoziomowej budowli znajdował się ołtarz z obrazem przedstawiającym zdjęcie Chrystusa z krzyża, podczas gdy w dolnej stała figura Chrystusa Ubiczowanego oraz ołtarz Matki Bożej Bolesnej. Kaplica kilkakrotnie, m.in. po pożarach starego kościoła i budowie nowego, odgrywała rolę świątyni parafialnej. Podczas pierwszej wojny światowej górna część została znacznie uszkodzona. Dlatego też, po odbudowaniu świątyni, w roku 1925 przeniesiono do niej figurę i umieszczono w nawie północnej. Kaplica została rozebrana, a jej dolna część zasypana ziemią. W 1961 figurę poddano renowacji. W 1963 umieszczono ją na stałe w ołtarzu między nawą główną i północną, który został wybudowany specjalnie w tym celu. Poświęcenia ołtarza dokonał 7 marca 1963 biskup tarnowski Jerzy Ablewicz. Wyrazem kultu figury Chrystusa Ubiczowanego są msze odprawiane w każdy trzeci wtorek miesiąca przy ołtarzu Pana Jezusa w Więzieniu oraz odpust parafialny obchodzony w pierwszą niedzielę wielkiego postu.

## Galeria

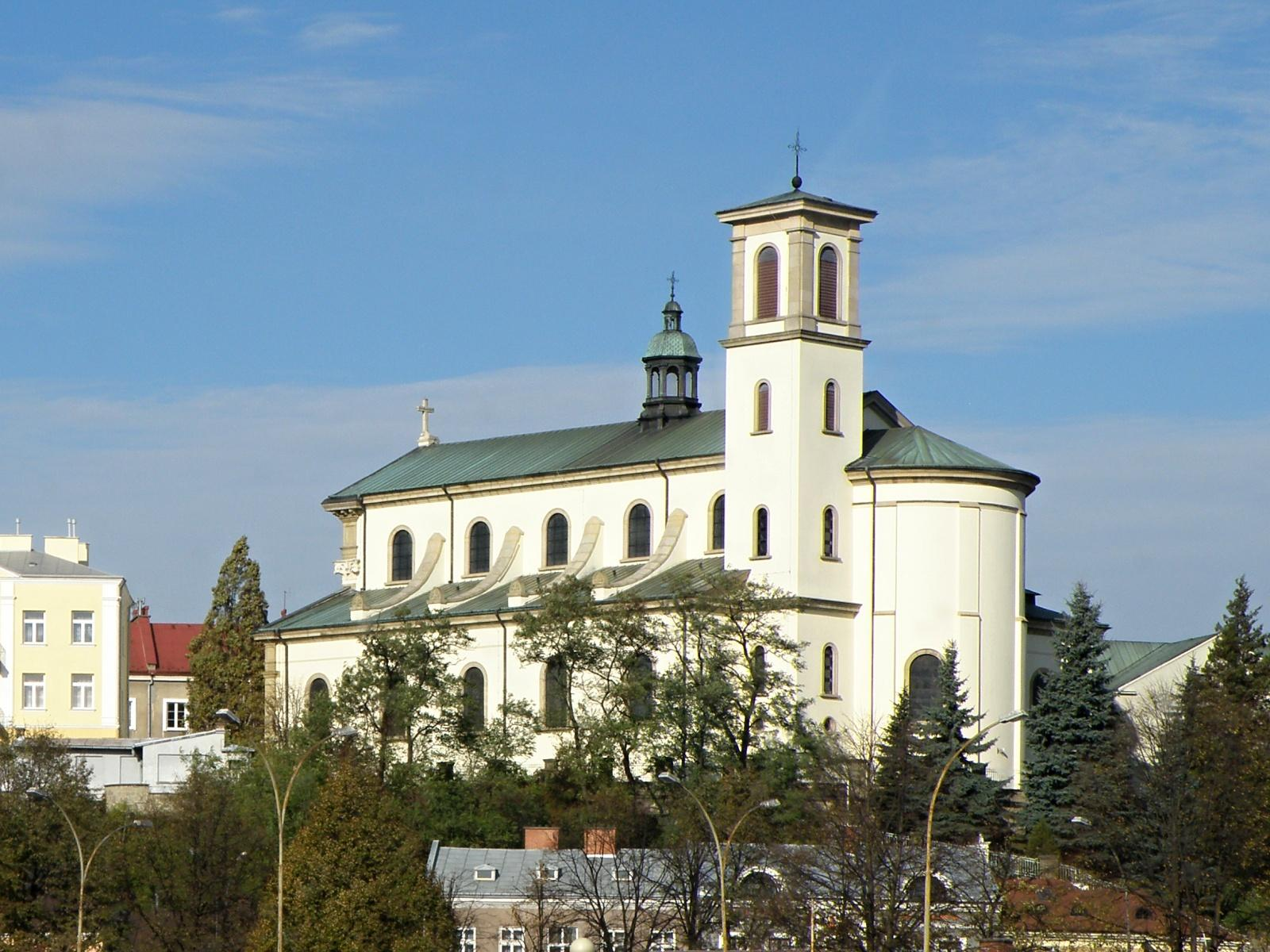
Widok od prezbiterium
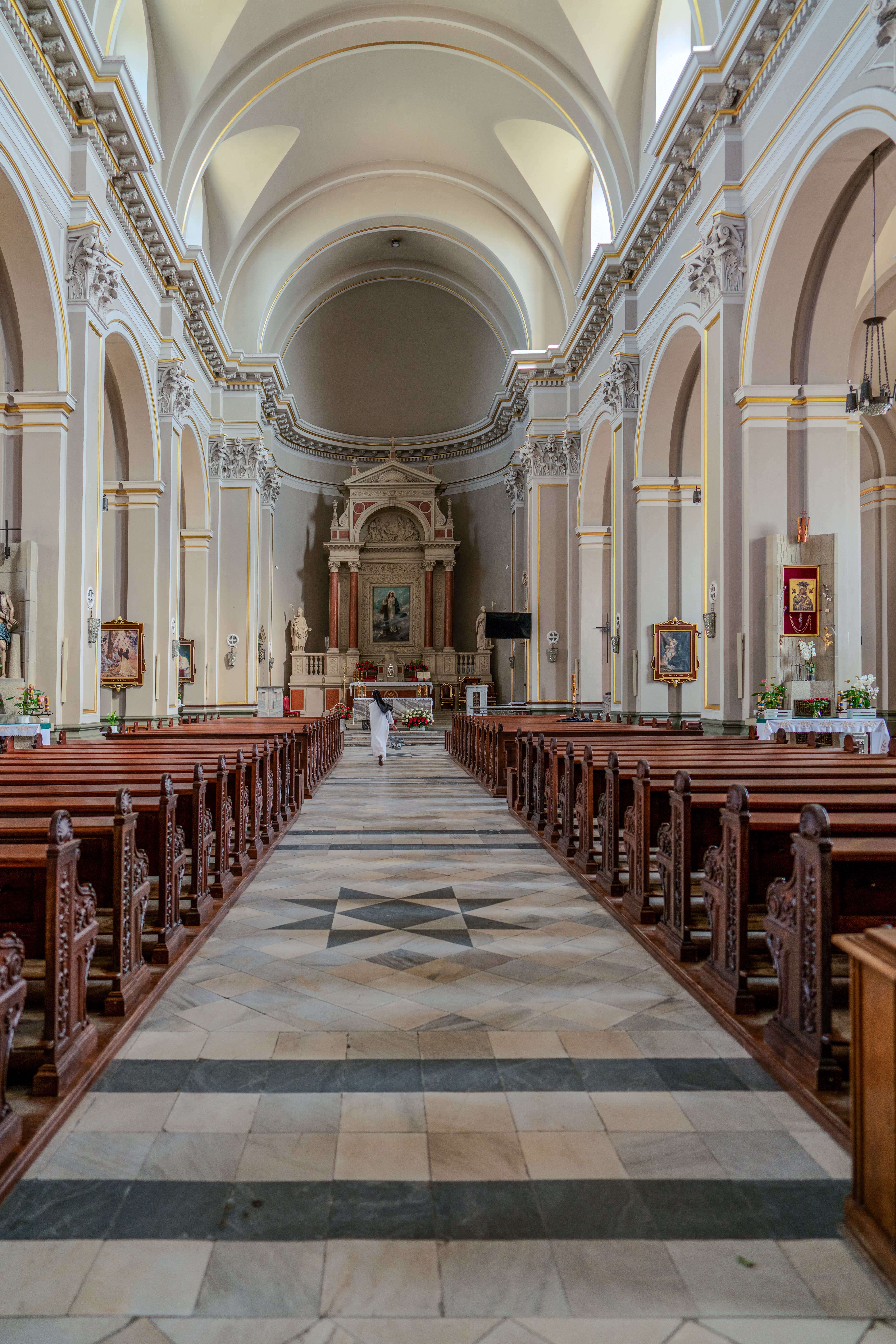
Nawa główna
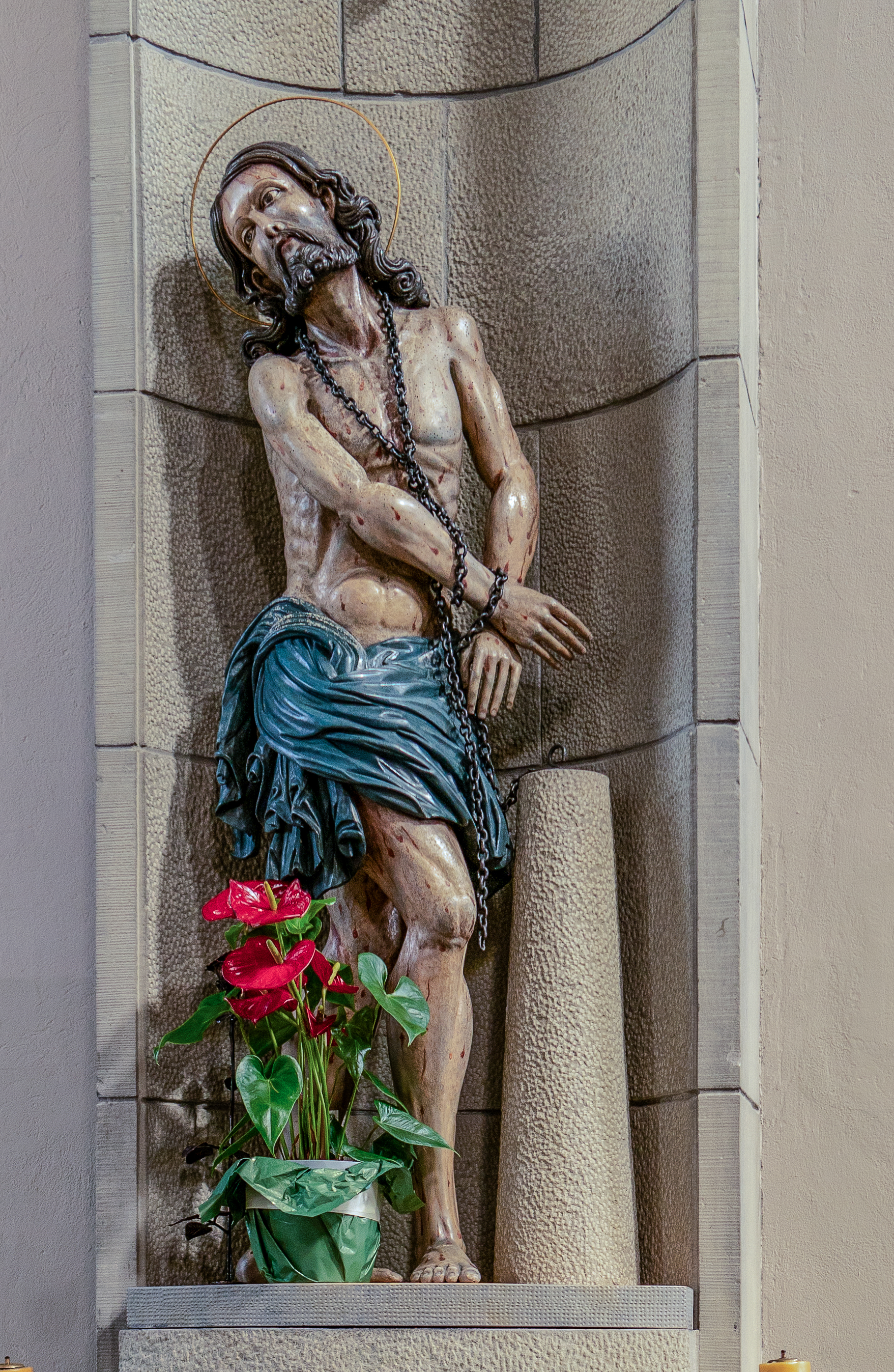
Figura Pana Jezusa w Więzieniu